# Toulicia laevigata
Toulicia laevigata är en kinesträdsväxtart som beskrevs av Ludwig Radlkofer. Toulicia laevigata ingår i släktet Toulicia och familjen kinesträdsväxter. Inga underarter finns listade i Catalogue of Life.